# Малюк великий Панда
«Малюк великий Панда» — мультфільм 2011 року.

## Сюжет
Безтурботне життя в бамбуковій долині закінчилося! Зліва насувається шторм, справа люди, які хочуть перетворити ліс на новий парк атракціонів. Але супергерой панда не допустить, щоб лісова братва залишилася без притулку. Маскуючись під незграбного, цікавого і докучливого ведмедя, він вправно обхитрить ворогів, залишивши їх без зброї і обіду, і розганятиме хмари над долиною. Все, що потрібне йому для перемоги — це підтягнути живіт і напружити звивину, і тоді настане повна пандоманія.